# Муцио, Джованни
Джованни Муцио (итал. Giovanni Muzio; 12 февраля 1893, Милан, Ломбардия — 21 мая 1982, Милан) — архитектор итальянского новеченто, представитель рационализма.

## Биография
Джованни был сыном Вирджинио Муцио, известного архитектора в Бергамо (Ломбардия), профессора архитектуры в Академии изящных искусств. Джованни учился в Университете Павии, а затем в Миланском политехническом институте.
После Первой мировой войны и изучения палладианских вилл в Венето Джованни Муцио увлёкся «нео-палладианством» и, совершив путешествие по Европе, в 1920 году открыл архитектурную студию в Милане совместно с Джузеппе Де Финетти, Джо Понти, Эмилио Ланча и Мино Фиокки. В 1926 году у него родились сын Якопо и дочь Лючия, а в 1932 году — второй сын Лоренцо.
Долгое время Джованни Муцио был преподавателем в Туринском политехническом институте, штаб-квартиру которого он спроектировал на Корсо Дука дельи Абруцци, и до 1963 года в Миланском политехническом институте.

## Творческий метод и стиль
Муцио формировал собственные творческий метод и индивидуальный стиль в противостоянии как неоготической и неоренессансной эклектике, которая всё ещё была популярной в те годы в Милане, так и неограниченной модернистской свободе. Таким образом он пришёл к идеям своеобразного неоклассицизма, «архитектуре чистых объёмов и простых элементов, далёких от любого эклектического историзма».
Творчество Муцио имеет корни в ломбардском классицизме XIX века. Его архитектура близка к «метафизике» Джорджо Де Кирико и к «магическому реализму».

## Основные проекты и постройки
В 1919—1923 годах Джованни Муцио участвовал в одном из самых известных проектов движения новеченто — строительстве жилого квартала под названием Ca 'Brutta («Уродливый дом») на Виа Москова в Милане. Дом в шесть этажей с закруглённым фасадом, чередующимися простыми и арочными окнами и цветником на крыше.
Вместе с Джо Понти и Марио Сирони Муцио спроектировал национальный павильон «Popolo d’Italia» для Миланской торговой ярмарки 1928 года, итальянский павильон для выставки «Pressa» 1928 года в Кёльне, выставочные здания для Триеннале в Монце 1930 года. Другие постройки: Миланский теннисный клуб (1923—1929), Бергамский банк (1924—1927), церковь Санта-Мария-Аннунциата в Кьеза-Росса (1932), здания электростанций и другие производственные сооружения. В дополнение к многочисленным жилым зданиям он спроектировал важные общественные здания в Милане, включая Католический университет Святого Сердца на Ларго Джемелли в Милане (1927—1934) и Палаццо дель Арте в Парке Семпионе (штаб-квартира Миланской Триеннале).
Джованни Муцио вместе с другими известными архитекторами занимался градостроительными проектами, основав в 1924 году «Клуб урбанистов» (Club degli urbanisti). Самым значительным был проект для Милана: «Milano Forma Urbis Mediolani» (1927), в котором предполагалось создание упорядоченного и компактного города в духе французской революционной архитектуры К.-Н. Леду и мегаломанов.
Примечательной работой Джованни Муцио является проект Базилики Благовещения в Назарете, полностью перестроенной между 1960 и 1969 годами. Муцио участвовал во многих конкурсах и общественных проектах и стал одной из самых важных фигур итальянской предвоенной и послевоенной архитектуры.